# 61 Cygni
61 Cygni is een ster in het sterrenbeeld Zwaan (Cygnus). James Bradley ontdekte in 1753 dat 61 Cygni een dubbelster is. De ster was de eerste waarvan de afstand door middel van parallax werd bepaald, dit gebeurde in 1838 door Friedrich Wilhelm Bessel. Bessel vond een afstand van 10,4 lichtjaar (de moderne waarde is 11,4 lichtjaar). 
In 1942 en 1957 is gesuggereerd door Kaj Aage Gunnar Strand en Peter van de Kamp dat deze ster twee donkere begeleiders heeft met massa's van 8 en 1½ keer de massa van de planeet Jupiter. Later is echter aangetoond dat dit waarschijnlijk op meetfouten berust en deze begeleiders niet bestaan.

De eigenbeweging van 61 Cygni, gefotografeerd in intervallen van ongeveer een jaar
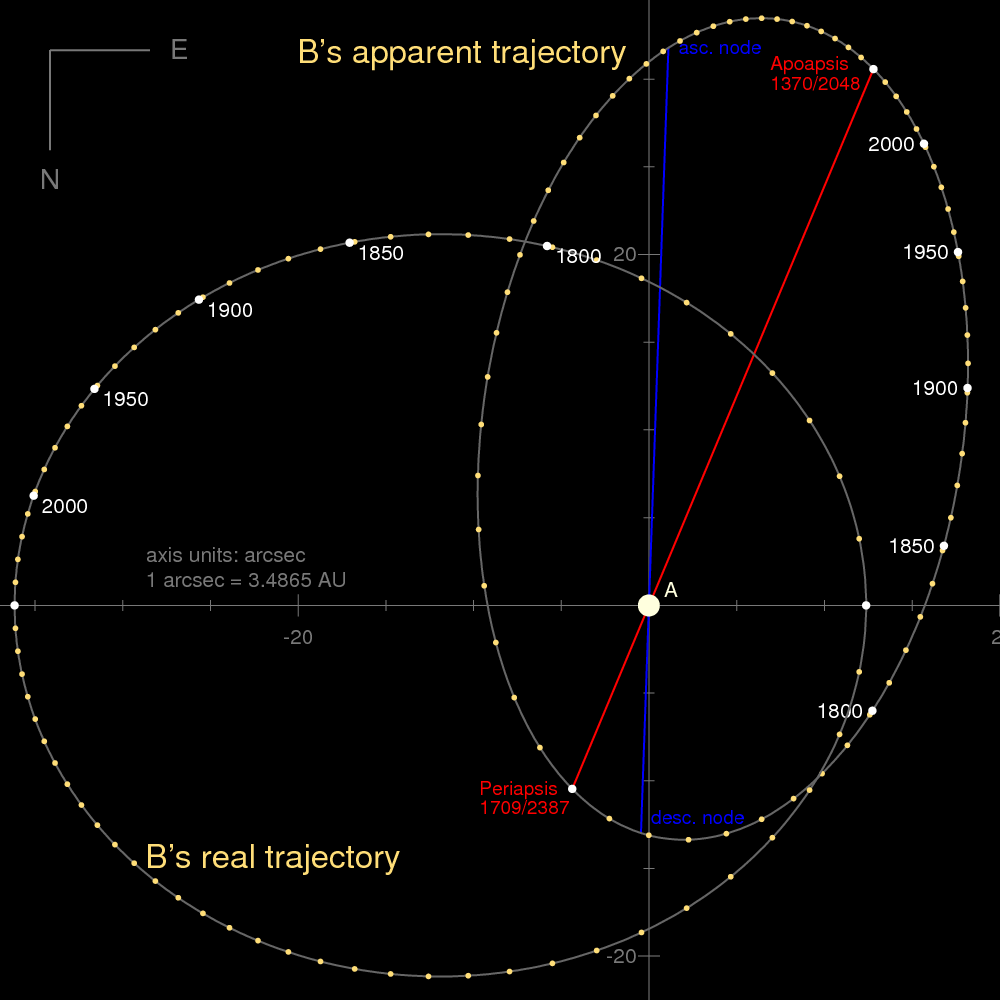
De omloopbaan van 61 Cygni